# Dasymys incomtus
Dasymys incomtus је врста глодара из породице мишева (Muridae).

## Распрострањење
Ареал врсте Dasymys incomtus обухвата већи број држава. Врста има станиште у Судану, ДР Конгу, Етиопији, Замбији, Зимбабвеу, Јужноафричкој Републици, Мозамбику, Анголи, Кенији, Танзанији, Боцвани, Централноафричкој Републици, Малавију, Намибији, Уганди, Бурундију, Руанди и Свазиленду.

## Станиште
Станишта врсте су шуме, мочварна подручја, саване и травна вегетација.

## Угроженост
Ова врста је наведена као последња брига, јер има широко распрострањење и честа је врста.